# Fleuret
En fleuret er et let blankvåben, som bruges i fægtning. Oprindeligt blev fleuret brugt som øvelsesvåben i stedet for sværdet som blev brugt i kamp eller duel. Fleuretter, som bruges i konkurrencer, er 110 cm lange og vejer 500 gram. De har en tynd, 90 cm lang, bøjelig rektangulær klinge af stål.

## Fleuret i fægtning
En fleuret er det mindste våben man kan have i fægtning. I fægtning anvendes to slags fleureter, den ene er elektrisk, den anden er normal. I fægtning er målområdet anderledes fra kårde og sabel. Ved fægtning med fleuret fægter man med elektrisk vest, der beskytter maven, og meget lidt af underlivet.